# NGC 3890
NGC 3890 (NGC 3939) je spiralna galaktika u zviježđu Zmaju. Naknadno je utvrđeno da je NGC 3939 ista galaktika.

## Vanjske poveznice
- (eng.) SEDS: NGC 3890
- (eng.) Revidirani Novi opći katalog
- (eng.) Izvangalaktička baza podataka NASA-e i IPAC-a
- (eng.) Astronomska baza podataka SIMBAD
- (eng.) VizieR